# Lispocephala
Lispocephala är ett släkte av tvåvingar. Lispocephala ingår i familjen husflugor.

## Bildgalleri

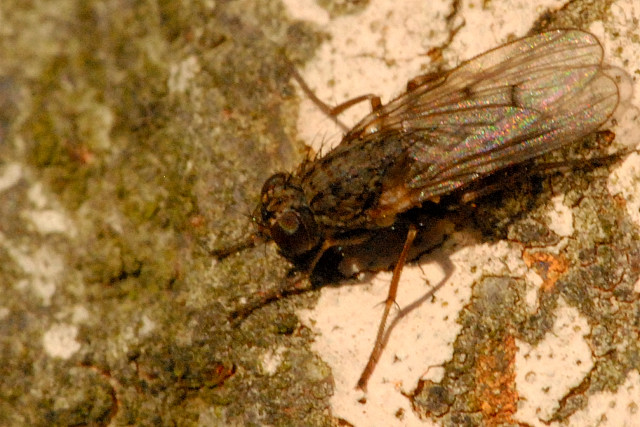
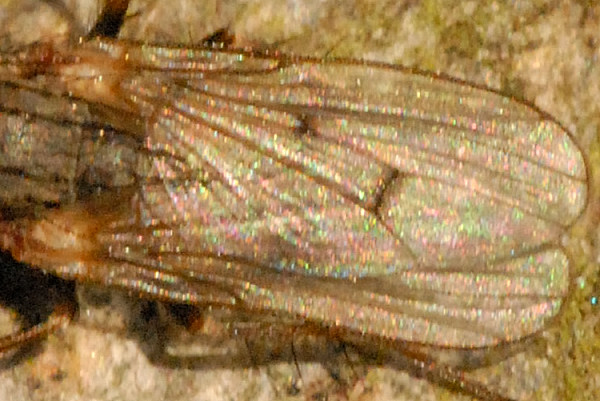

## Dottertaxa tillLispocephala, i alfabetisk ordning[1][2]
- Lispocephala aemulata
- Lispocephala africana
- Lispocephala alakaiae
- Lispocephala alma
- Lispocephala apicaliseta
- Lispocephala aquila
- Lispocephala argentifrons
- Lispocephala ascita
- Lispocephala aspilota
- Lispocephala atratipes
- Lispocephala atrimaculata
- Lispocephala atroflava
- Lispocephala badia
- Lispocephala beardsleyi
- Lispocephala bimaculata
- Lispocephala biseta
- Lispocephala bispina
- Lispocephala boops
- Lispocephala brachialis
- Lispocephala brachydexioides
- Lispocephala brevispina
- Lispocephala brunneifrons
- Lispocephala brunneipennis
- Lispocephala brunnidorsata
- Lispocephala buettikeri
- Lispocephala caliginosa
- Lispocephala carita
- Lispocephala chaetoloma
- Lispocephala comata
- Lispocephala comparata
- Lispocephala confluens
- Lispocephala cothurnata
- Lispocephala crassifemur
- Lispocephala deceptiva
- Lispocephala dentata
- Lispocephala dexioides
- Lispocephala difficilis
- Lispocephala dilatata
- Lispocephala dispar
- Lispocephala dispersa
- Lispocephala erythrocera
- Lispocephala eximia
- Lispocephala expulsa
- Lispocephala extera
- Lispocephala falculata
- Lispocephala fasciculata
- Lispocephala flaccida
- Lispocephala flavibasis
- Lispocephala flavobasalis
- Lispocephala flexa
- Lispocephala fusca
- Lispocephala fusciseta
- Lispocephala fuscitibia
- Lispocephala fuscobrunnea
- Lispocephala fuscofacies
- Lispocephala haleakalae
- Lispocephala hamifera
- Lispocephala hardyi
- Lispocephala hirtifemur
- Lispocephala hualalaiae
- Lispocephala implumis
- Lispocephala incisicauda
- Lispocephala incompta
- Lispocephala inconstans
- Lispocephala indecisa
- Lispocephala indica
- Lispocephala ingens
- Lispocephala intonsa
- Lispocephala kaalae
- Lispocephala kanmiyai
- Lispocephala kauaiensis
- Lispocephala lanaiensis
- Lispocephala latimana
- Lispocephala latitarsis
- Lispocephala leptostylata
- Lispocephala longipenis
- Lispocephala longipes
- Lispocephala longisetosa
- Lispocephala macrocera
- Lispocephala mauiensis
- Lispocephala melanoxenina
- Lispocephala mikii
- Lispocephala mimetica
- Lispocephala molokaiensis
- Lispocephala monochaitis
- Lispocephala montgomeryi
- Lispocephala nana
- Lispocephala nebulosa
- Lispocephala nigrigeneris
- Lispocephala nuda
- Lispocephala oahuae
- Lispocephala obscura
- Lispocephala ocellata
- Lispocephala odonta
- Lispocephala pallida
- Lispocephala pallidibasis
- Lispocephala pallipalpis
- Lispocephala paloloae
- Lispocephala parilis
- Lispocephala parva
- Lispocephala parydra
- Lispocephala pauciseta
- Lispocephala pecteniseta
- Lispocephala pectinata
- Lispocephala penaquila
- Lispocephala perflava
- Lispocephala philydra
- Lispocephala pilifera
- Lispocephala pilimutinus
- Lispocephala pilosa
- Lispocephala planifemorata
- Lispocephala pollinosa
- Lispocephala punctifemur
- Lispocephala quasipallida
- Lispocephala rubricornis
- Lispocephala rudis
- Lispocephala rufibasis
- Lispocephala secura
- Lispocephala seminigra
- Lispocephala seminitida
- Lispocephala setitibia
- Lispocephala sichuanensis
- Lispocephala sigillata
- Lispocephala silvicola
- Lispocephala spuria
- Lispocephala squamifera
- Lispocephala steini
- Lispocephala striata
- Lispocephala subseminigra
- Lispocephala subtilis
- Lispocephala subtincta
- Lispocephala subvittata
- Lispocephala swezeyi
- Lispocephala tibiseta
- Lispocephala tincta
- Lispocephala tinctipennis
- Lispocephala triangulifera
- Lispocephala tridentata
- Lispocephala trochanterata
- Lispocephala uniseta
- Lispocephala univittata
- Lispocephala waialealeae
- Lispocephala valida
- Lispocephala verna
- Lispocephala whittlei
- Lispocephala villosifemora
- Lispocephala xanthopleura
- Lispocephala xenina
- Lispocephala zonata